# Hadley (Minnesota)
Hadley è un comune degli Stati Uniti d'America, situato nello Stato del Minnesota, nella contea di Murray.